# 雷沙斯峰
雷沙斯峰（法語：Pointe de la Réchasse），是法國的山峰，位於該國東北部奧文尼-隆-阿爾卑斯大區，由薩瓦省負責管轄，屬於瓦努瓦斯山的一部分，海拔高度3,212米，每年平均降雨量1,479毫米。